# Masami Kageyama
Masami Kageyama (jap. 影山正美 Kageyama Masami; ur. 2 maja 1967 roku w prefekturze Kanagawa) – japoński kierowca wyścigowy.

## Kariera
Kageyama rozpoczął karierę w międzynarodowych wyścigach samochodowych w 1990 roku od startów w Formule Toyota oraz Japanese Touring Car Championship. W Formule Toyota zdobył tytuł mistrzowski. W późniejszych latach Japończyk pojawiał się także w stawce Formuły 3 Fuji Cup, Japońskiej Formuły 3, Grand Prix Makau, All-Japan GT Championship, Japońskiej Formuły 3000, 24-godzinnego wyścigu Le Mans, Formuły Nippon, Super GT oraz Asian Le Mans Series.